# Carl Ostermünchner
Carl Ostermünchner (* 24. August 1813 in Passau; † 26. Juli 1868 in Bad Griesbach im Rottal) war ein deutscher Bierbrauer und Politiker.

## Leben

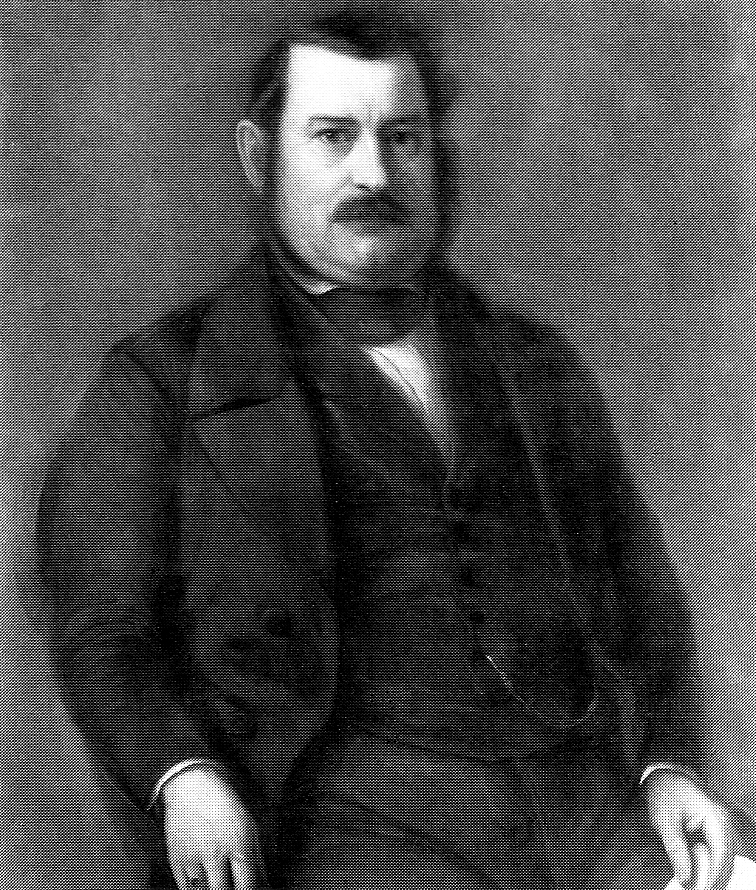
Carl Ostermünchner, 1848

Ostermünchner war der Sohn eines Metzgers. Er studierte von 1834 bis 1837 in München Rechtswissenschaften und wurde dort Mitglied des Corps Bavaria, zu seinen Gleichzeitigen gehörte unter anderem Joseph Wagner. 1837 wurde er Praktikant am Landgericht und Rentamt in Griesbach, schied dann aber aus dem Justizdienst aus und ließ sich 1843 als Bierbrauer, Gastronom und Realitätenbesitzer in Griesbach nieder. 1858 wurde er Vorstandsmitglied im Verein zur Hebung der Pferdezucht in Niederbayern.
Ostermünchner wurde am 18. Mai 1848 Mitglied der Frankfurter Nationalversammlung, der er bis zum 28. Dezember 1848 angehörte.